# Montefegatesi
Montefegatesi è una frazione del comune italiano di Bagni di Lucca, nella provincia di Lucca, in Toscana.
Il borgo si trova a 850 m s.l.m. e dista dal capoluogo comunale circa 15 km. Fu un antico centro medioevale già appartenuto alla Repubblica di Lucca.

## Monumenti e luoghi d'interesse
- Chiesa di San Frediano, originaria del X secolo[2], in cui si trova un gruppo ligneo trecentesco della Madonna col Bambino opera di un ignoto scultore lucchese del Trecento, originale soprattutto per la copertura dell'intaglio con una tela sulla quale è stesa la preparazione a gesso per realizzare il modellato ed importante per la conservazione di buona parte della policromia originale[3].
- Monumento a Giuseppe Garibaldi, busto bronzeo del generale italiano opera di Urbano Lucchesi (1902)
- Monumento a Dante Alighieri, realizzata dallo scultore lucchese Francesco Petroni, in ricordo del poeta, il quale si dice che dall'orrido di Botri, piccolo canyon naturale posto nella vallata sottostante, egli abbia tratto ispirazione per alcuni scenari dell'inferno nella Commedia.